# Xã Orleans, Quận Orange, Indiana
Xã Orleans (tiếng Anh: Orleans Township) là một xã thuộc quận Orange, tiểu bang Indiana, Hoa Kỳ. Năm 2010, dân số của xã này là 3.555 người.